# Come le foglie (gruppo musicale)
I Come le foglie sono un gruppo musicale italiano, formatasi a Milano nel 1967 e tuttora occasionalmente in attività.

## Storia del gruppo
Come le foglie sono stati particolarmente attivi tra l'ultimo scorcio degli anni sessanta e la metà degli anni settanta, il nome traeva ispirazione dalla poesia di Giuseppe Ungaretti "Soldati".
Fondato a Milano nel 1967 da Giancarlo Galli (voce, chitarra e strumenti vari), Claudio Lugli (voce e chitarra) e Attilio Zanchi (voce, contrabbasso, basso elettrico), il gruppo si avvaleva spesso della collaborazione di musicisti esterni quali Marco De Palma alle percussioni, Riccardo Luppi e Renato Rivolta ai fiati ed altri.
Mentre le fonti di ispirazione per molti musicisti italiani dell'epoca erano da trovare nell'ambito del rock progressivo, le composizioni dei Come le foglie erano piuttosto influenzate dalle sonorità west coastiane, dalla psichedelia acustica inglese e dalla musica popolare italiana. Ebbero un periodo di discreto successo soprattutto nell'ambito dei festival pop (Festival del proletariato Giovanile di Zerbo, Ballabio, Alpe del Viceré, Parco Lambro, Bottagna ecc.) e come gruppo di apertura nei concerti di artisti quali Osanna, PFM, Banco del Mutuo Soccorso, Franco Battiato, Alan Sorrenti, Curved Air.
Nell'estate del 1972 il gruppo fece una serie di concerti in pub inglesi e suonò anche come spalla ai Magna Carta.
Negli anni successivi Attilio Zanchi si è principalmente dedicato al Jazz, con collaborazioni prestigiose quali quelle con Paolo Fresu, Gianmaria Testa e altri, è inoltre insegnante al conservatorio di Milano. Va inoltre ricordata la sua pubblicazione del testo "Walking Bass" sulle tecniche e stili del basso nell'accompagnamento.
Giancarlo Galli collabora come arrangiatore e polistrumentista con Massimo Priviero e Tommy Eden dal 1999.
Nel 1998 è stato pubblicato un CD dall'etichetta Giallo, specializzata in ristampe di materiale d'epoca, comprendente alcune registrazioni in studio del 1972 mai diffuse ufficialmente e alcuni brani estratti di un concerto sempre dello stesso anno dal vivo a Re Nudo.
Nel 2010, grazie all'intervento di Claudio Fucci, musicista amico del gruppo, i Come le foglie hanno pubblicato un CD dal titolo Aliante comprendente nove brani composti negli anni settanta ma mai incisi, rieseguiti con la partecipazione di numerosi ospiti, e sei brani tratti da vecchi demo, sottoposti a rimasterizzazione e pulizia del suono.

## Discografia
CD
- 1998 - Come Le Foglie (Giallo Records, SAF 027)
- 2010 - Aliante (BTF-VM2000, AMS 176CD)

## Partecipazioni
- 2011 I Buoni Maestri (raccolta di autori vari) (DVD Dischi, DVL110001CD)

Come le foglie sono presenti con il brano Piazza Fontana di Claudio Bernieri